# یوشینوبو نیشیکا
یوشینوبو نیشیکا (انگلیسی: Yoshinobu Nishioka; ۸ ژوئیهٔ ۱۹۲۲ – ۱۱ اکتبر ۲۰۱۹) طراح تولید، و تهیه‌کننده فیلم اهل ژاپن بود.